# Anche i fantasmi lo fanno
Anche i fantasmi lo fanno è un film del 1985 diretto da Alan Holleb.

## Trama
Di ritorno dal drugstore, dove ha comprato una scatola di preservativi con i quali progetta di "divertirsi" con Judy, la reginetta del college, il giovane Billy Batson trova la morte in un incidente stradale. Giunto in cielo, però, scopre che a sua disposizione c'è un'ultima chance: quella di passare ancora un giorno sulla terra in carne e ossa, con la possibilità d'usufruire di qualche superpotere come l'invisibilità. Poteri che servono per prendersi qualche rivincita tramite qualche scherzetto, o semplicemente per spiare qualche ragazza nuda.